# Gemeinnützige Bau- und Wohngenossenschaft Freistatt Thun

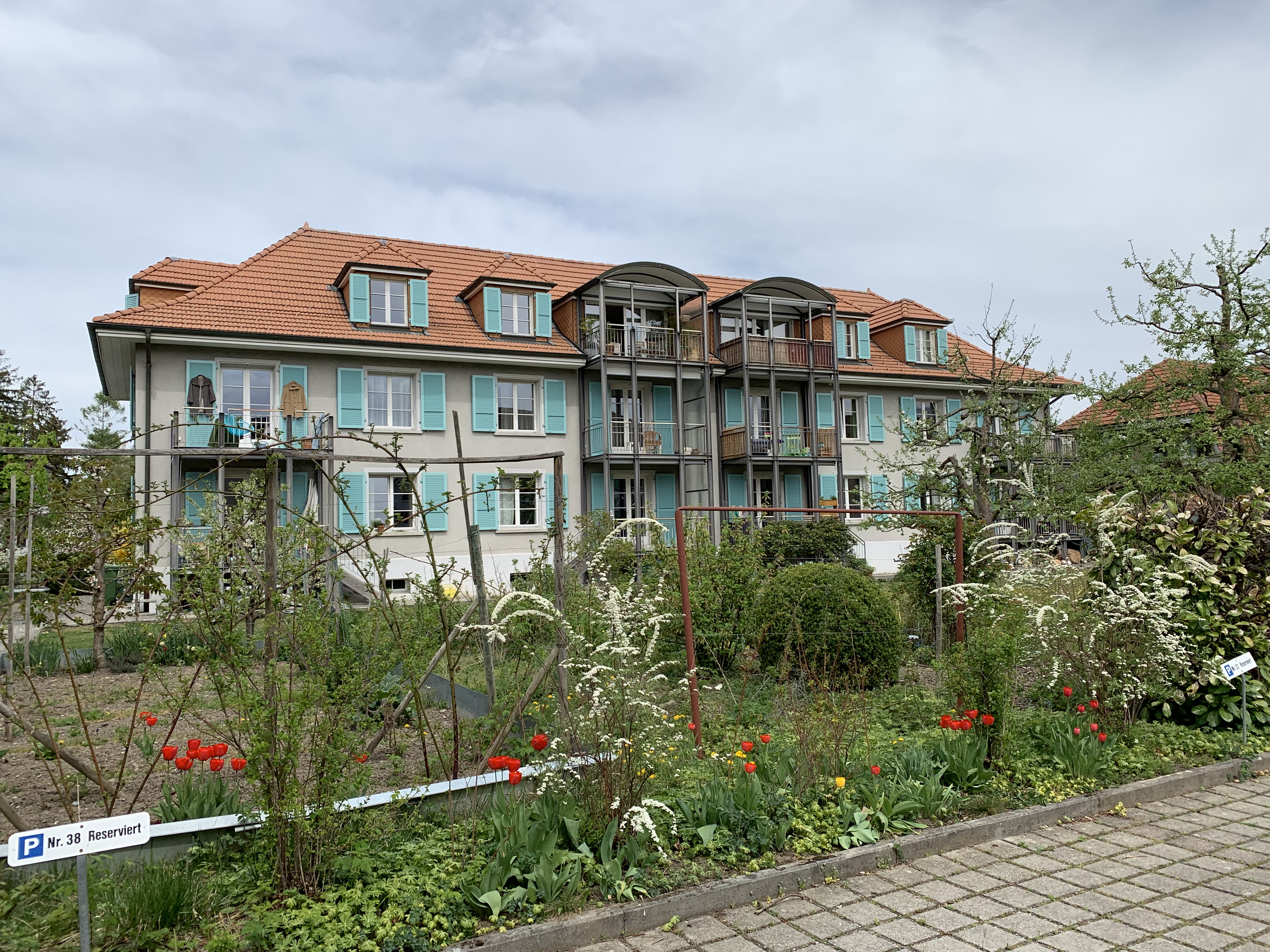
Der ältere Siedlungsteil der GBWG Freistatt (Siedlung 1), Foto: 2021

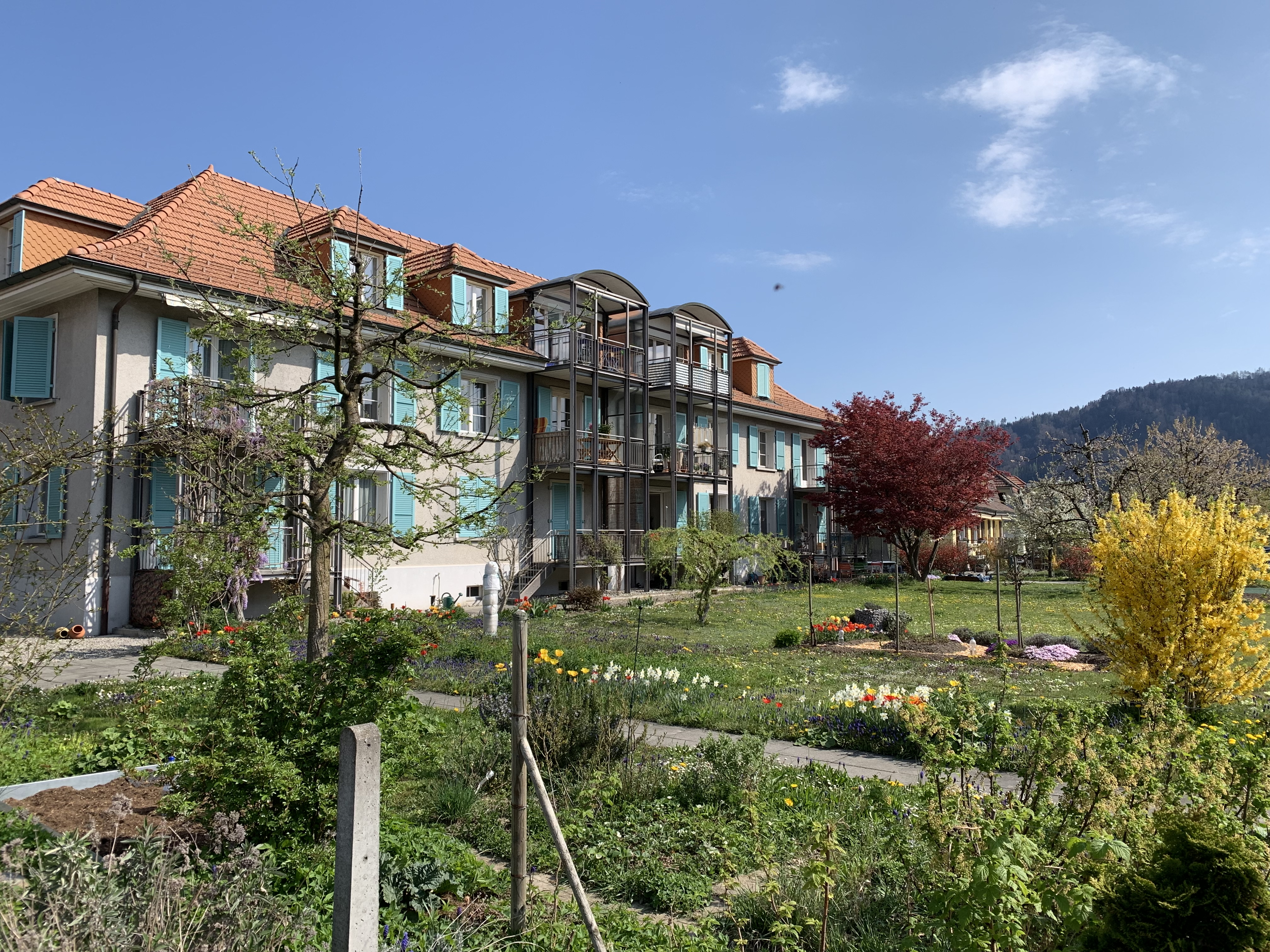
Der ältere Siedlungsteil der GBWG Freistatt (Siedlung 1), Foto 2021

Die Gemeinnützige Bau- und Wohngenossenschaft (GBWG) Freistatt ist eine Wohnbaugenossenschaft in der Stadt Thun (Schweiz). Sie wurde 1922 gegründet und ist die älteste Wohnbaugenossenschaft von Thun, sowie eine der ältesten Wohnbaugenossenschaften der Schweiz. Bis in die 1940er Jahre wurden zwei zusammenhängende Siedlungsteile erstellt, die zusammen etwas über hundert Wohnungen umfassen. Die Siedlung entspricht architektonisch und städtebaulich dem Typus der Gartenstadt.

## Gründung (1922–1941)
Mit der wachsenden Industrie wuchs auch die Bevölkerung der Stadt Thun. Während des Ersten Weltkriegs (1914–1918) und in den Jahren danach wurden jedoch kaum Wohnungen für die ärmere Bevölkerung erstellt. Familien mit vier oder mehr Kindern hausten oft in einem Zimmer und teilten sich die Betten.
Um diese Wohnungsnot zu bekämpfen, gründete die Arbeiterunion Thun (später Sozialdemokratische Partei der Schweiz) 1922 die «Gemeinnützige Bau- und Wohngenossenschaft Freistatt», die damals erste Wohnbaugenossenschaft in Thun.
Auch der Gemeinderat (Exekutive) und der Stadtrat (Legislative) der Stadt Thun unterstützen das Projekt: Mit günstigem Bauland, Subventionen und dem Knowhow des Stadtbauamtes.
Die prägende Figur in der Freistatt war Präsident Otto Loder, ein ehemaliges Verdingkind, der 1919 für die Arbeiterunion in den Gemeinderat gewählt worden war und zugleich Trinkerfürsorger im Amt Thun war.
Die erste Siedlung der Freistatt bestand aus Doppelzweifamilienhäusern und Mehrfamilienhäusern mit Gärten zur Selbstversorgung. Die meisten Wohnungen hatten zwei Zimmer, eine Wohnküche und ein Bad. Die Wohnungen galten damals als fortschrittlich. Ein Gemeinschaftssaal wurde für Vorträge und Feste genutzt.
In der neu gegründeten Freistatt wohnten Handwerker sowie Arbeiterinnen und Arbeiter aus Thun. Viele lebten in der Freistatt erstmals in einer richtigen Wohnung. Ab 1930 brachte die Weltwirtschaftskrise auch in Thun bittere Not. Arbeitslosen Genossenschaftern wurde solidarisch die Miete reduziert.

## Erweiterung und wachsender Wohlstand (1942–1980)

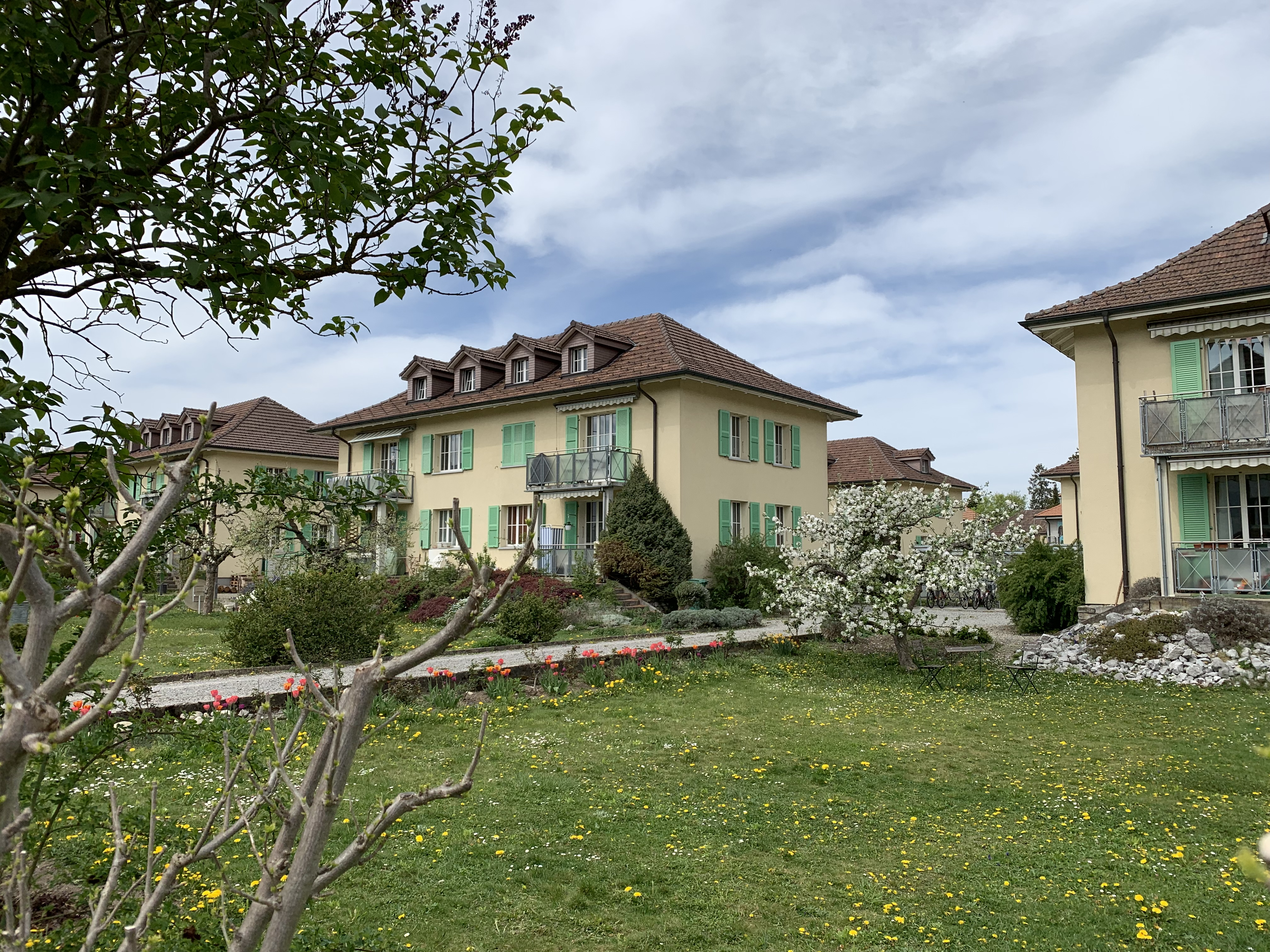
Der zweite Siedlungsteil der GBWG Freistatt (Siedlung 2), Foto: 2021

Der anhaltende Mangel an Wohnungen führte noch während des Zweiten Weltkriegs zum Bau einer zweiten Siedlung im Anschluss an die bestehenden Häuser. Damals entstanden bereits vor allem 3-Zimmer-Wohnungen. Prägend war hier der Vorarbeiter Karl Aegerter, der damalige Präsident der Freistatt, der wiederum mit Unterstützung der Stadt, die Freistatt erweitern konnte.
In den Nachkriegsjahren stieg der Wohlstand in der Arbeiterschaft. Diese allgemeine Tendenz schlug sich in baulichen Massnahmen nieder, wie der Installation von TV-Antennen und dem Bau von Garagen und Parkplätzen.

## Überalterung und Sanierung (1981–1995)
Die Bewohnerschaft blieb seit den 1950er Jahren sehr stabil, viele Genossenschafterinnen und Genossenschafter lebten fast ihr ganzes Leben in der Freistatt. Dies führte bis in die 1980er Jahre auch zu einer Überalterung der Genossenschaft. Zudem stand eine Sanierung oder ein Abriss der ersten Siedlung aus den 1920er Jahren an – beide Optionen wurden damals evaluiert. Um die Wohnungen wieder an Familien vermieten zu können und der Überalterung entgegenzuwirken, brauchte die Freistatt vor allem grössere Wohnungen. 1990–1995 wurden die Häuser der ersten Siedlung umfassend renoviert und neue Grundrisse angefertigt, nun auch mit 4-Zimmer-Wohnungen, welche den heutigen Bedürfnissen von Familien entsprechen. Auf damals vorgeschlagene Maximalvarianten mit 5- und 6-Zimmer-Wohnungen hat die Freistatt verzichtet.

## Finanzielle Probleme und Verdichtung (1995–2027)
Die hohen Investitionskosten für die Sanierung der Siedlung aus den 1920er Jahren trafen in der zweiten Hälfte der 1990er Jahre mit einer Phase hoher Hypothekarzinsen zusammen. Dies verunmöglichte der GBWG Freistatt den notwendigen Schuldenabbau und führte dazu, dass anfangs des 21. Jahrhunderts geplante Investitionen in die zweite Siedlung, die noch nicht saniert worden war, aufgeschoben werden mussten.
In Zusammenarbeit mit der Stadt Thun wurde daraufhin von der GBWG Freistatt 2013 der Entscheid gefällt, den zweiten, noch nicht sanierten Siedlungsteil durch Ersatzneubauten zu ersetzen und dabei das Areal auch verdichtet zu bebauen. Der geplante Abriss von rund der Hälfte der Gartenstadt führte zu politischem Widerstand und einer Verzögerung des Erneuerungsprozesses. Auch politisch war lange umstritten wie hoch der Anteil an gemeinnützigen Wohnbauträgern auf dem im städtischen Baurecht abgegebenen Areal sein sollte. In die Planung des Areals wurden neben den Bauten der GBWG Freistatt auch die angrenzenden städtischen Sozialwohnungen, sowie die nahe Poststelle einbezogen.
Im Frühling 2021 stellten sich der Gemeinderat und der Stadtrat von Thun klar hinter eine Variante, bei der das gesamte Areal, inklusive des Areals der städtischen Sozialwohnungen und der Post, von der Pensionskasse der Stadt Thun und der GBWG Freistatt bebaut werden. Das Areal ist bereits 2019 als Zone mit Planungspflicht klassiert worden. Daraus folgt, dass die neue Siedlung der beiden Bauträger nach dem Standard der 2000 Watt Gesellschaft gebaut werden muss und auch ein kleines Gewerbezentrum zur Belebung des umliegenden städtischen Quartiers entstehen soll. Im Verlauf des Jahres 2022 soll der Wettbewerb für diese "Neue Freistatt" stattfinden. Frühestens ab 2025 wird mit dem Abriss, bzw. mit dem Neubau begonnen werden.

## Galerie

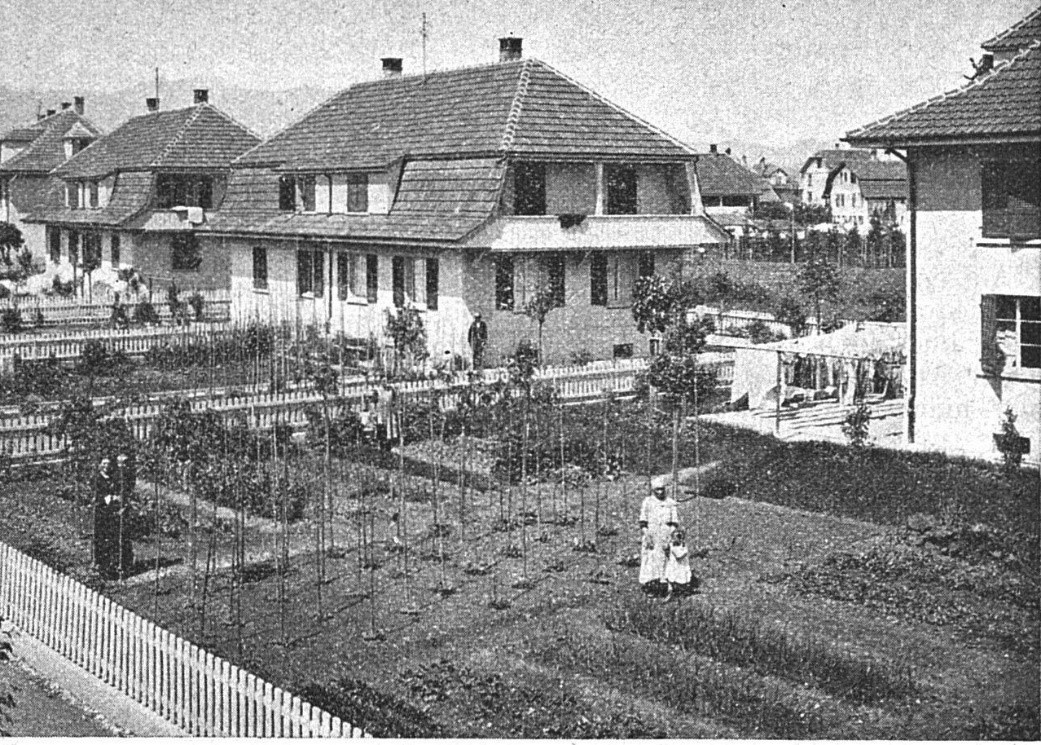
GBWG Freistatt, Pestalozzistrasse, 1932
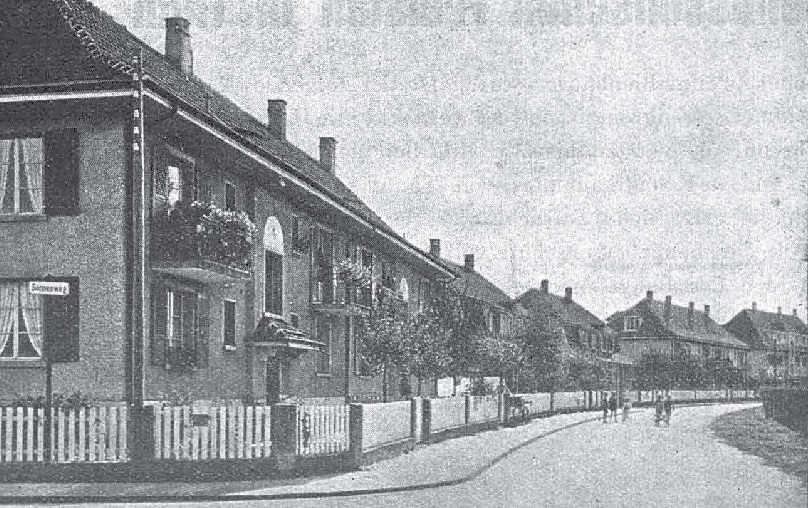
GBWG Freistatt, Pestalozzistrasse, Nordseite, 1932
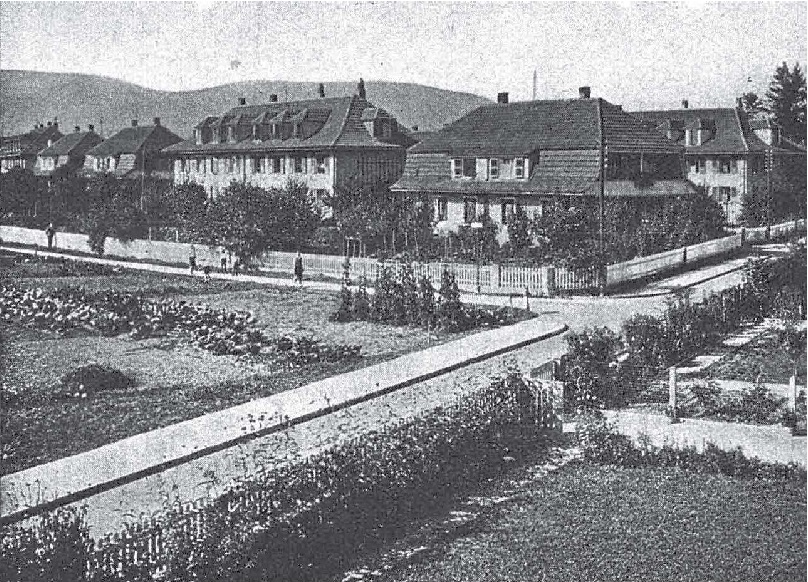
GBWG Freistatt, Fischerweg, Südseite, 1932
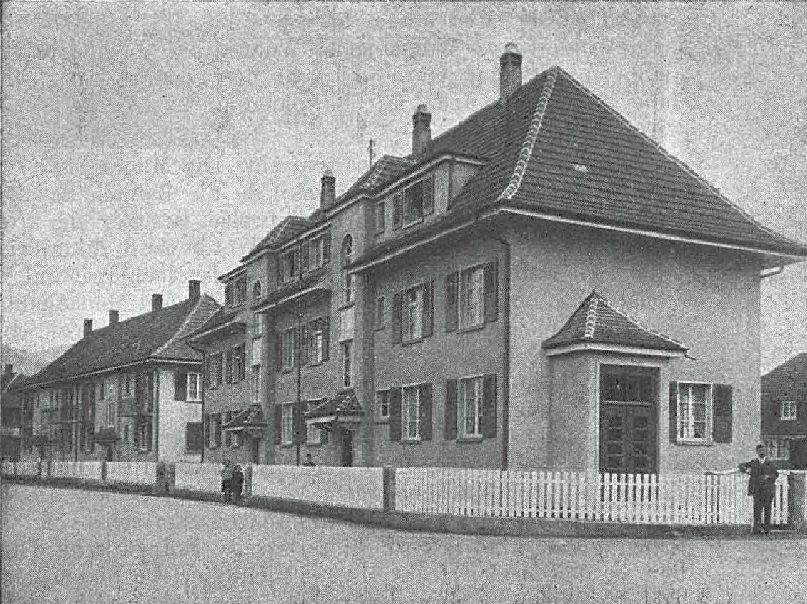
GBWG Freistatt, Ecke Pestalozzistrasse-Mattenstrasse mit Eingang zum Freistattsaal, 1932
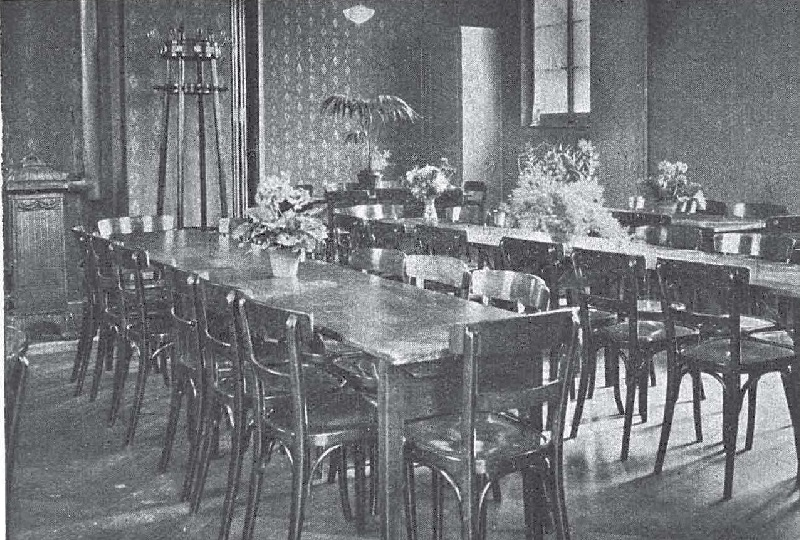
GBWG Freistatt, Freistattsaal im Haus Ecke Pestalozzistrasse-Mattenstrasse, 1932. Der Sall diente als Gemeinschaftsraum, nach der Vergrösserung der WBG in den 1940er Jahren als Kindergarten und wurde schliesslich eine Wohnung.